# Иероним (Чернов)
Архиепископ Иероним (в миру Иван Иванович Чернов; 29 ноября (11 декабря) 1878, Судогда, Владимирская губерния — 14 мая 1957, Детройт) — епископ Русской православной церкви заграницей, архиепископ Детройтский и Флинтский.

## Биография
Родился 29 ноября 1878 года в уездном городе Судогде Владимирской губернии в семье чиновника, служившего бухгалтером в Казначействе.
Ещё в дошкольном возрасте со всей семьёй переселился во Владимир. Под влиянием своей религиозной матери он был отдан в духовную школу: учился в духовном училище, а с 1895 по 1899 год во Владимирской духовной семинарии, которую окончил со званием студента. Ректором здесь у него был архимандрит Никон (Софийский), а инспектором — иеромонах Евлогий (Георгиевский).
С 1899 по 1902 год был псаломщиком и преподавал Закон Божий в селе Малахово Владимирской губернии.
28 апреля 1902 года был рукоположен в сан диакона, а 5 мая — в сан священника. Овдовев на первом же году служения, он оставался на приходе ещё 6 лет, но под влиянием близких и своего бывшего ректора, тогда уже экзарха Грузии, Никона — поступил в Московскую духовную академию в 1909 году.
На 4-м курсе, 23 декабря 1912 года он был пострижен ректором академии епископом Феодором (Поздеевским) в монашество в академическом храме, с наречением имени Иероним.
В 1913 году он окончил академию со степенью магистра богословия — его кандидатский труд «Пророк Исаия и его время» была удостоена денежной награды и по представлению профессора Д. И. Введенского он был оставлен профессорским стипендиатом по кафедре Библейской истории, с правом разработать сочинение на соискание степени магистранта.
С 23 мая 1914 года — преподаватель Священного Писания в Курской духовной семинарии. В 1915 году единогласно избран инспектором и 9 октября назначен на эту должность, которую он сохранял до закрытия семинарии большевиками в 1919 году.
С 1918 года был наместником Курского Знаменского монастыря, где находилась Курская Коренная икона Божией Матери, и секретарем епископа Курского Феофана (Гаврилова).
Они покинули Курск в сентябре 1919 году, взяв с собой икону чтобы не допустить её поругания большевиками. Через Юг России, Константинополь и Фессалоники, в марте 1920 года добрались до Югославии.
Служил вначале настоятелем в сербском приходе, а потом, по приглашению известного сербского епископа Мардария, наставником в монашеской школе в Монастыре Раковица близ Белграда.
2 декабря 1922 года Временным Архиерейским Синодом РПЦЗ назначен начальником Русской Духовной Миссии в Иерусалиме, сохраняя эту должность до 1925 года, а далее продолжая проживать при Миссии до 1933 года.
18 августа 1935 года в Крестовоздвиженском кафедральном соборе в Бронксе, Нью-Йорке, хиротонисан во епископа Детройтского и Кливлендского. Хиротонию совершили: Архиепископ Виталий (Максименко), епископ Монреальский и Восточноканадский Иоасаф (Скородумов), митрополит Тирский и Сидонский Феодосий (Абурджели).
После воссоединения Зарубежной Церкви и Американской митрополии в 1935 году владыка Иероним, по решению Архиерейского Собора Северо-Американского митрополичьего округа, был 14 мая 1936 года поставлен во главе Монреальской и Восточно-Канадской епархии.
11 октября 1937 года перемещён на освободившуюся после ухода на покой епископа Арсения (Чаговцова) Детройтскую и Кливлендскую кафедру.
В конце 1945 года по приглашению митрополита Анастасия (Грибановского) отправился в Женеву для участия в епископских хиротониях архимандрита Нафанаила (Львова) и архимандрита Серафима (Иванова).
В мае 1946 года на Архиерейском Соборе Серверо-Американского митрополичьего округа назначен представителем Американской митрополии в Архиерейском Синоде Зарубежной Церкви сроком на один год.
В ноябре 1946 года епископ Иероним присутствовал на Кливлендском соборе, на котором Северо-Американский митрополичий округ отделился от Русской Православной Церкви Заграницей. Вместе с Архиепископом Виталием (Максименко), Архиепископом Тихоном (Троицким) и Архиепископом Иоасафом (Скородумовым) голосовали против резолюции собора, оставаясь верными РПЦЗ и её первоиерарху, Митрополиту Анастасию (Грибановскому).
После отделения Северо-Американской митрополии в его епархии остались только четыре прихода. Возведён в сан архиепископа с титулом «Детройтский и Флинтский».
С 1950 года до кончины являлся членом Архиерейского Синода Русской Православной Церкви Заграницей.
Скончался 14 мая 1957 года, после чего его малочисленная епархия была присоединена к Чикагской и Кливлендской епархии.

## Публикации
- Современное положение Русской Церкви Заграницей // rocorstudies.org, 26 августа 2019